# Kirill Kombarov

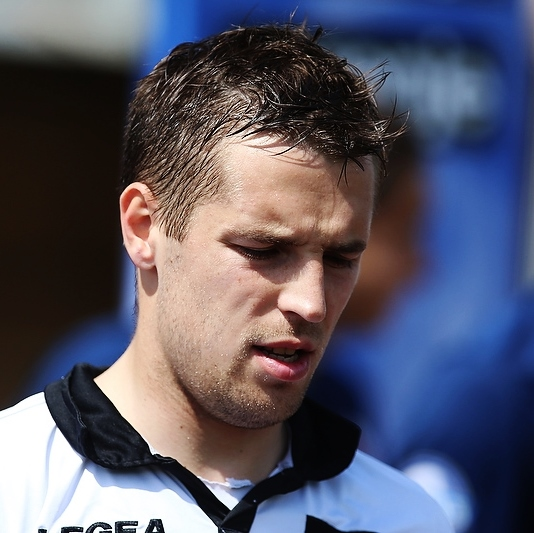
Kirill Kombarov (2015)

Kirill Vladimirovič Kombarov (rusky Кирилл Владимирович Комбаров; * 22. ledna 1987, Moskva, RSFSR, Sovětský svaz) je ruský fotbalový záložník či obránce, který hraje od roku 2010 za klub FK Spartak Moskva. Hraje obvykle na postu pravého záložníka, často zaskakuje i na pozici pravého obránce.
Jeho bratr–dvojče Dmitrij Kombarov je také fotbalista, společně působili ve Spartaku i Dynamu Moskva.

## Klubová kariéra
- FK Spartak Moskva (mládež)
- FK Dynamo Moskva (mládež)
- FK Dynamo Moskva 2006–2010
- FK Spartak Moskva 2010–
- →  FK Torpedo Moskva (hostování) 2014–2015

## Reprezentační kariéra
Kombarov nastupoval za ruskou reprezentaci do 21 let.

## Kritika
V listopadu 2014 čelil kritice za pronájem medvěda z cirkusu pro narozeninovou oslavu svého tehdy dvouletého syna Timofeje.